# Тонго Думбіа
Тонго Думбіа (фр. Tongo Doumbia, нар. 8 червня 1989, Вернон) — малійський футболіст, півзахисник клубу «Аджман» та національної збірної Малі.

## Клубна кар'єра
Народився 8 червня 1989 року в місті Вернон у Франції.
Розпочав займатись футболом 1999 року у футбольному клубі «Нуазі-ле-Сек». У наступні роки грав у академіях ряду нижчолігових клубів з північно-східних передмість Парижа.
Влітку 2007 року футболіст підписав контракт з клубом «Шатору», де спочатку грав у дублі. Його перша професійна гра в складі цього клубу, яка виявилася і останньою, відбулася 20 лютого 2009 року в матчі Ліги 2 проти «Генгама».
В червні 2009 року підписав контракт з «Реннам». Його дебют у новому клубі відбувся в Кубку Ліги в матчі проти «Сошо» 23 вересня 2009 року. 6 березня 2010 року дебютував в Ліза 1, вийшовши на заміну в кінці матчу проти «Монако». Проте виступав досить нерегулярно, зігравши за три сезони лише 47 матів в чемпіонаті.
Влітку 2012 року перейшов на правах оренди в англійський «Вулвергемптон Вондерерз», що виступав в Чемпіоншипі. В кінці того ж року «вовки» повністю викупили гравця, підписавши з ним контракт до 2016 року. Всього за сезон 2012/13 Думбіа зіграв 36 матчів в чемпіонаті, проте не зміг врятувати команду від вильоту до третього дивізіону.
Після цього вильоту, новий менеджер клубу Кенні Джекетт заявив, що Думбіа, ймовірно, не є у його планах на новий сезон. 6 серпня 2013 року він на правах оренди на один рік приєднався до клубу Ліги 1 «Валансьєнна», де він став основним гравцем, але не міг допомогти їм уникнути вильоту.
29 серпня 2014 року Думбіа підписав чотирирічний контракт з іншим клубом Ліги 1 «Тулузою». За три роки відіграв за команду з Тулузи 59 матчів у національному чемпіонаті. Думбіа пропустив низку матчів спочатку через судимість за кермування без водійських прав (був засуджений до 3 місяців позбавлення волі та 3 умовно, у підсумку зміг уникнути в'язниці, але мусив носити електронний браслет і знімати його на час матчів), потім через міжхребцеву килу та тривале відновлення.
24 липня 2017 перейшов до хорватського «Динамо» (Загреб) за 800 тисяч євро. З загребським клубом став чемпіоном Хорватії, цей трофей став першим у кар'єрі Думбіа.
5 жовтня 2018, розірвавши контракт з «Динамо», перейшов до клубу з ОАЕ «Аль-Айн». Еміратський клуб розглядав його як підсилення на домашній Клубний чемпіонат світу з футболу 2018 та запропонував малійцю дворічний контракт. Думбіа зіграв у всіх матчах турніру, допомігши клубу посісти друге місце, програвши лише в фіналі мадридському «Реалу».
У липні 2019 перейшов до іншого еміратського клубу — «Аджмана».

## Виступи за збірну
Незважаючи на те, що Думбіа народився у Франції, він вирішив виступати за збірну своєї історичної батьківщини і 25 травня 2012 року дебютував в офіційних матчах у складі національної збірної Малі в товариській грі проти збірної Кот-д'Івуару (1:2). 
У складі збірної був учасником Кубка африканських націй 2015 року в Екваторіальній Гвінеї, де зіграв у двох матчах, але не зміг з командою подолати груповий етап.
Станом на 29 січня 2020 провів у формі головної команди країни 20 матчів.

## Статистика виступів

### Статистика клубних виступів
| Сезон   | Клуб     | Чемпіонат | Чемпіонат | Чемпіонат | Євркубки | Євркубки | Євркубки | Збірна | Збірна | Збірна |
| Сезон   | Клуб     | Ліга      | Ігор      | Голів     | Турн.    | Ігор     | Голів    |        |        |        |
| ------- | -------- | --------- | --------- | --------- | -------- | -------- | -------- | ------ | ------ | ------ |
| Сезон   | Клуб     | Ліга      | Ігор      | Голів     | Турн.    | Ігор     | Голів    | Ігор   | Голів  |        |
| 2008/09 | «Шатору» | Ліга 2    | 1         | 0         | -        | -        | -        | -      | -      |        |
| 2009/10 | «Ренн»   | Ліга 1    | 3         | 0         | -        | -        | -        | -      | -      |        |
| 2010/11 | «Ренн»   | Ліга 1    | 19        | 0         | -        | -        | -        | -      | -      |        |
| 2011/12 | «Ренн»   | Ліга 1    | 25        | 2         | ЛЄ       | 5        | 0        | -      | -      |        |